# Masacre de Osaka
La masacre de Osaka ocurrió el 8 de junio de 2001, en una escuela de élite afiliada a la Universidad Osaka Kyoiku de la ciudad de Ikeda en la Prefectura de Osaka, Japón.

## El ataque
A las 10:15 AM de ese día, el antiguo portero Mamoru Takuma de 37 años entró a la escuela armado con un cuchillo de cocina para empezar a apuñalar a numerosos estudiantes y profesores. El ataque le costó la vida a ocho estudiantes, mayormente de edades comprendidas entre los siete y ocho años. Además, hirió gravemente a trece estudiantes más y a dos profesores. Takuma fue posteriormente enjuiciado y sentenciado a muerte en la horca. La sentencia se ejecutó el 14 de septiembre de 2004.
Esta masacre fue el segundo peor asesinato masivo en la historia reciente de Japón, juntamente con el incidente de Matsumoto, superados ambos crímenes solamente por el ataque con gas sarín al metro de Tokio por la secta de Aum Shinrikyo. Sin embargo, el ataque a la escuela en Osaka fue tomado aparte, por las edades de las víctimas, por el lugar donde ocurrió y por el historial de enfermedad mental del atacante. Por estos hechos, la masacre en la escuela de Osaka hizo que se replantearan algunos problemas en la sociedad japonesa como el tratamiento de la instituciones sobre las enfermedades mentales, los derechos de los criminales y de las víctimas, y la seguridad de las escuelas en Japón.

## Consecuencias
Luego de la masacre, Yoshio Yamane, el director de la escuela, anunció que recibirían guardias de seguridad; en ese entonces, algo sin precedentes en las escuelas japonesas. Además, la cantante de J-pop Hikaru Utada estrenó la canción Distance en honor a la niña Rena Yamashita, una de las víctimas del ataque (ella había dicho en un concurso de ensayo en el cual ganó, sobre cuánto respetaba a Hikaru y que además quería ser como ella), en el álbum Final Distance. Exactamente siete años después, una masacre conocida como la masacre de Akihabara tuvo lugar en frente a una tienda de manga y anime en Tokio.

## Las víctimas
Los niños estaban en el primer año y las niñas en el segundo.
- Yuki Hongo (本郷優希 Hongō Yūki?).
- Mayuko Isaka (猪阪真宥子 Isaka Mayuko?).
- Yuka Kiso (木曽友香 Kiso Yūka?).
- Ayano Moriwaki (森脇綾乃 Moriwaki Ayano?).
- Maki Sakai (酒井麻希 Sakai Maki?).
- Takahiro Totsuka (戸塚健大 Totsuta Takahiro?) (único estudiante varón en morir en el ataque).[2]
- Hana Tsukamoto (塚本花菜 Tsukamoto Hana?).
- Rena Yamashita (山下玲奈 Yamashita Rena?).